# 来生ひかり
来生 ひかり（きすぎ ひかり、1980年11月25日 - ）は、日本の元AV女優。

## 人物・略歴
趣味：ビデオ鑑賞
特技：料理
2001年に『眩しい笑顔』でセクシア（トライハートコーポレーション）専属女優としてAVデビュー。
2003年に一度引退したが、2004年に『Natural！』（MOODYZ）に出演後、『デジタルモザイクVol.037』で復活した。同年行われたアウトビジョンの大忘年会で、MOODYZ大賞に選ばれた。

## エピソード
- AVグランプリ2001・「ベストオブおっぱい」大賞を受賞。後にXCITYのライブチャット番組『チャトラ！』にて賞状とトロフィーを授与された[2]。

## 出演

### アダルトビデオ
- 眩しい笑顔（2001年5月24日、セクシア）
- 美熱（2001年6月29日、セクシア）
- Re-imagination　（2001年7月27日、セクシア）
- タマにはしゃぶりたい（2001年8月31日、セクシア）
- AV WALKER（2001年8月31日、セクシア）
- Like A Virgin（2001年8月31日、セクシア）
- 姫写 2（2001年9月28日、セクシア）
- 激震（2001年9月28日、セクシア）
- 来生ひかりのCosplasshion　（2001年10月26日、セクシア）
- HARD TOUCH（2001年11月30日、セクシア）
- 解禁（2001年12月28日、セクシア）
- 女教師の秘蜜（2002年1月31日、セクシア）
- SMっぽいの好きですか？（2002年2月28日、セクシア）
- flow（2002年3月29日、サマンサ（マックス・エー））
- 女教師狩り in 来生ひかり（2002年4月30日、サマンサ）
- おもいっきり！！（2002年5月17日、セクシア）
- 淫乱遊戯（2002年5月21日、サマンサ）
- 女尻（2002年6月25日、アリスJAPAN（ジャパンホームビデオ））
- コスプレでいこう！　（2002年7月26日、VIP）
- ワイセツ クライマックス（2002年8月25日、セクシア）
- セクシア ミルク *（2002年9月20日、セクシア）
- フェティッシュひかり（2002年9月27日、アリスJAPAN）
- 来生ひかり [アニメコスプレ]（2002年10月18日、VIP）
- スプラッシュ（2002年10月22日、サマンサ）
- 罪と罰　（2002年11月29日、VIP）
- セクシアコレクション * 2002 *（2002年12月20日、セクシア）
- ALL that's SexiA *（2002年12月22日、セクシア）
- 高校教師 捕らわれて…（2002年12月25日、エンゲル）
- 人間廃業（2002年12月27日、アリスJAPAN）
- ブルーファイル *（2003年1月24日、サマンサ）
- 悪の華（2003年1月31日、VIP）
- 人間崩壊（2003年2月14日、VIP）
- M.V.P. Vol.4 *（2003年2月28日、VIP）
- 女尻CLIMAX * 2003 vol.1 *（2003年4月25日、アリスJAPAN）
- 罪と罰 DX *（2003年6月20日、VIP）
- プレ・コレ *（2003年7月22日、サマンサ）
- 裏なま　来生ひかり（2003年9月5日、セクシア）
- M.V.P. Vol.5 *（2003年11月14日、VIP）
- Natural！（2004年1月1日、MOODYZ）
- デジタルモザイクVol.037（2004年5月15日、MOODYZ）
- 来生ひかりの超美乳ソープ嬢V.I.P（2004年8月1日、MOODYZ）
- 罪と罰、そして恍惚・・・ *（2004年8月31日、VIP）
- 来生ひかりの妄想ホスピタル（2004年9月1日、MOODYZ）
- 来生ひかり 大全集 *（2004年9月17日、VIP）
- ドリームウーマン VOL.38（2004年10月1日、MOODYZ）
- 最高のオナニーのために 21世紀オナニー（2004年11月1日、MOODYZ）
- 来生ひかり超アップの世界DX（2005年1月1日、MOODYZ）
- 恋人感覚100％ 来生ひかりが彼女になっちゃうビデオ。（2005年2月1日、MOODYZ）
- 使い捨てM奴隷 16（2005年3月1日、MOODYZ）
- デジタルモザイク Vol.068 来生ひかりspecial（2005年4月1日、MOODYZ）
- おもいっきり！！ 来生ひかり　（2005年12月23日、笠倉出版社）
- 超極（2006年5月26日、笠倉出版社）
- Re-Mosaic *（2006年11月23日、VIP）

(*)印は総集編